# Moe (Grof Geschut)
Moe is de debuutsingle van de Nederlandse band Grof Geschut uit 1998. Het stond in 1999 als vierde track op het album Meer.

## Achtergrond
Moe is geschreven door Leonie van der Klein en geproduceerd door Frans Hagenaars en Sander Janssen. Het is een Nederlandstalig rocknummer waarin de liedverteller zingt over hoe zij zich voelt nadat haar relatie is geëindigd. Ze voelt zich niet ongelukkig, maar voelt zich vrij en bekijkt het op een positieve manier. Het lied was bij uitbrengen een kleine radiohit, waar het onder ander regelmatig bij Radio 3 werd gedraaid. De B-kant van de single is Stormvlucht, dat niet op een album van Grof Geschut te vinden is. 

## Hitnoteringen
Hoewel Moe de grootste hit van de band was, had het bescheiden succes in de Nederlandse hitlijsten. Het kwam tot de 62e plaats van de Mega Top 100 en stond negen weken in deze lijst. Er was geen notering in de Top 40, maar het kwam tot de twaalfde plaats van de Tipparade.